# 16255 Hampton
16255 Hampton (2000 HX63) là một tiểu hành tinh vành đai chính.